# Павловичі (Володимирський район)
Павло́вичі — село в Україні, у Затурцівській сільській громаді Володимирського району Волинської області.
Населення становить 617 осіб.

## Географія
Селом протікає річка Війниця.

## Історія
У 1906 році село Киселинської волості Володимир-Волинського повіту Волинської губернії. Відстань від повітового міста 25 верст, від волості 12. Дворів 96, мешканців 751.
З 20 червня 2018 року у складі Війницької сільської об'єднаної територіальної громади.
Після ліквідації Локачинського району 19 липня 2020 року село увійшло до Володимир-Волинського району.

## Населення
Згідно з переписом УРСР 1989 року чисельність наявного населення села становила 695 осіб, з яких 317 чоловіків та 378 жінок.
За переписом населення України 2001 року в селі мешкало 608 осіб.

### Мова
Розподіл населення за рідною мовою за даними перепису 2001 року:
| Мова       | Кількість | Відсоток |
| ---------- | --------- | -------- |
| українська | 613       | 99.35%   |
| російська  | 4         | 0.65%    |
| Усього     | 617       | 100%     |

## Відомі уродженці
- Черановський Борис Іванович (1896—1960) — художник і скульптор, український і радянський авіаконструктор.

## Галерея

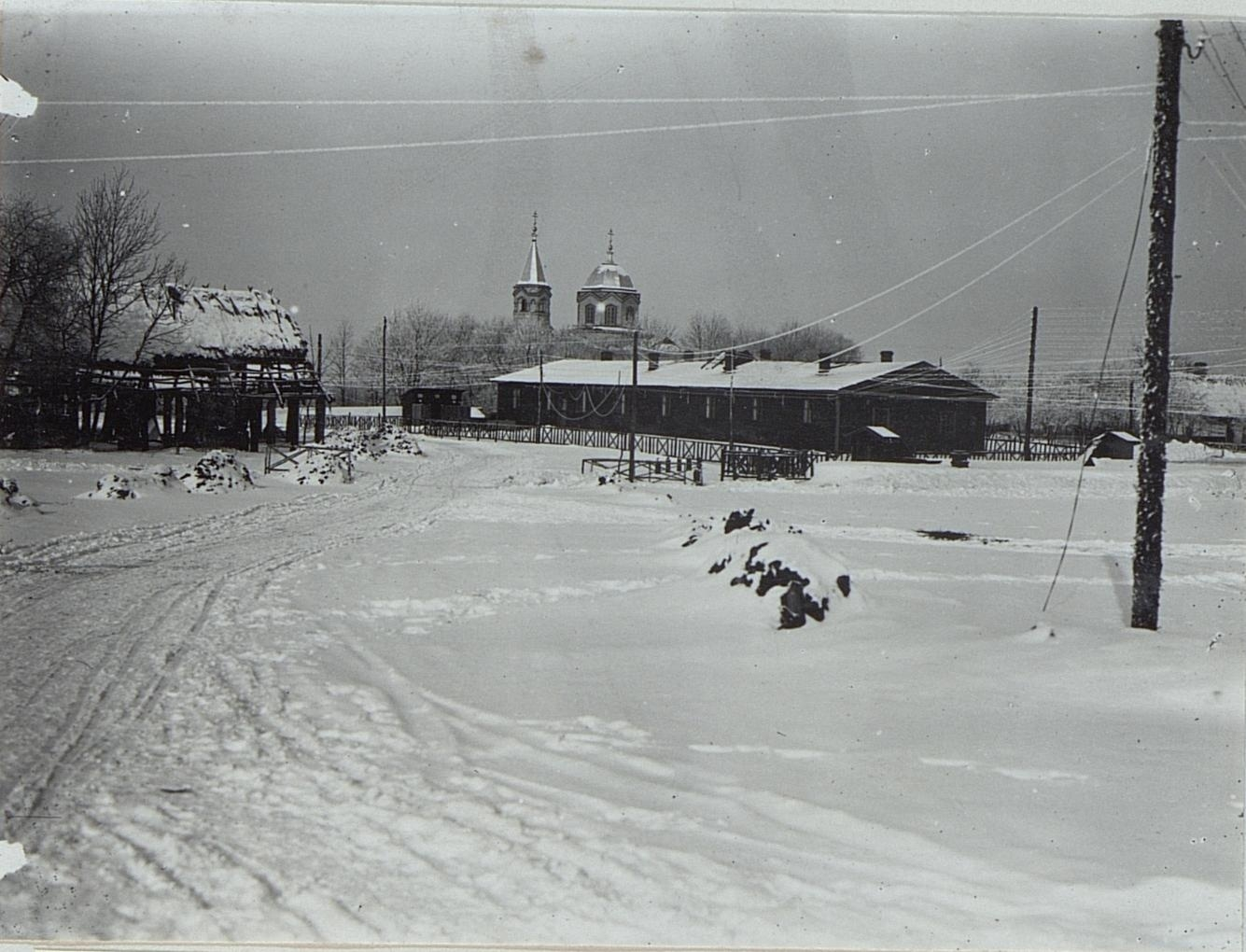
Korpskomandobaracke Pawlowieczy (BildID 15456969)
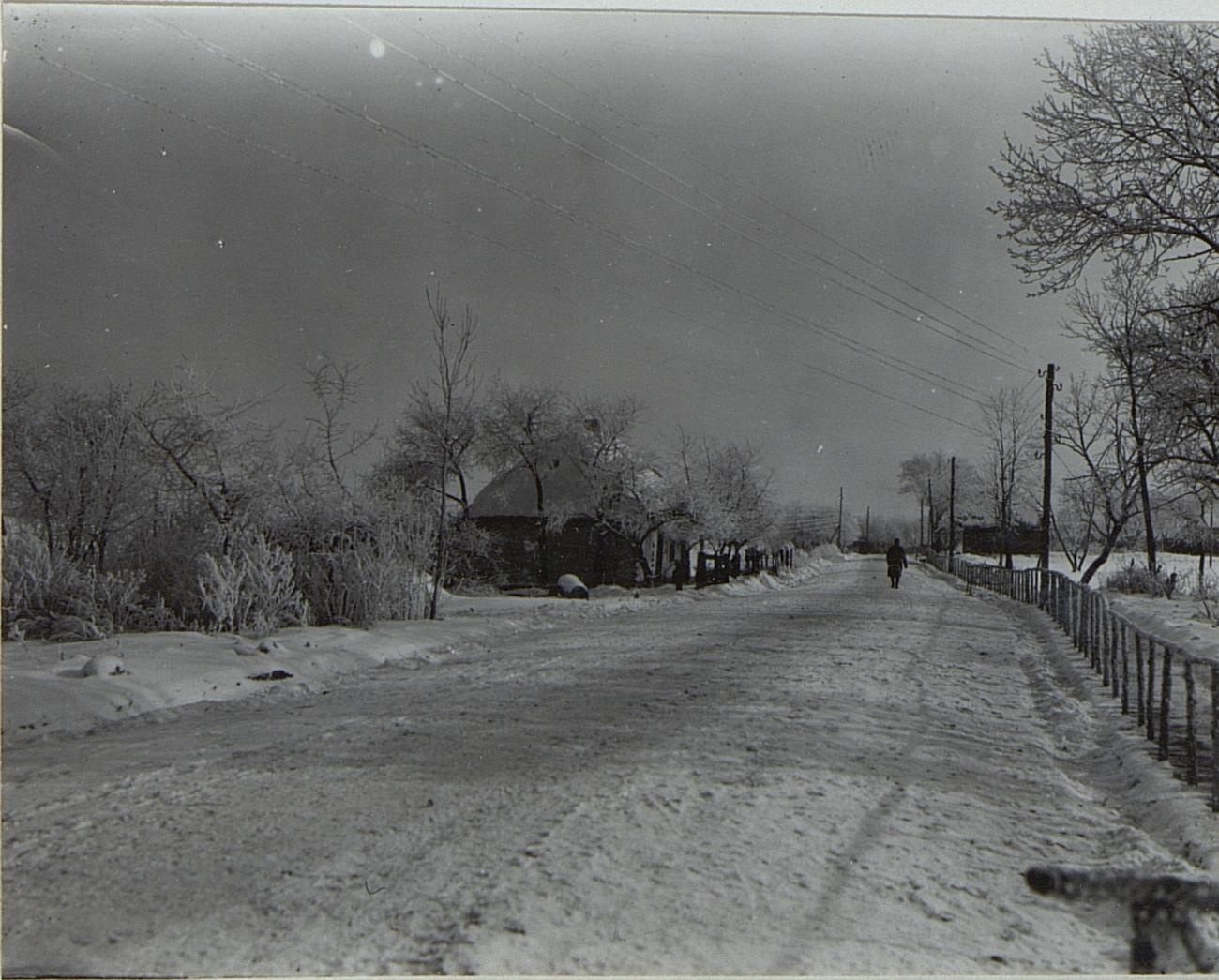
Dorfstrasse in Pawlowieczy (BildID 15456983)
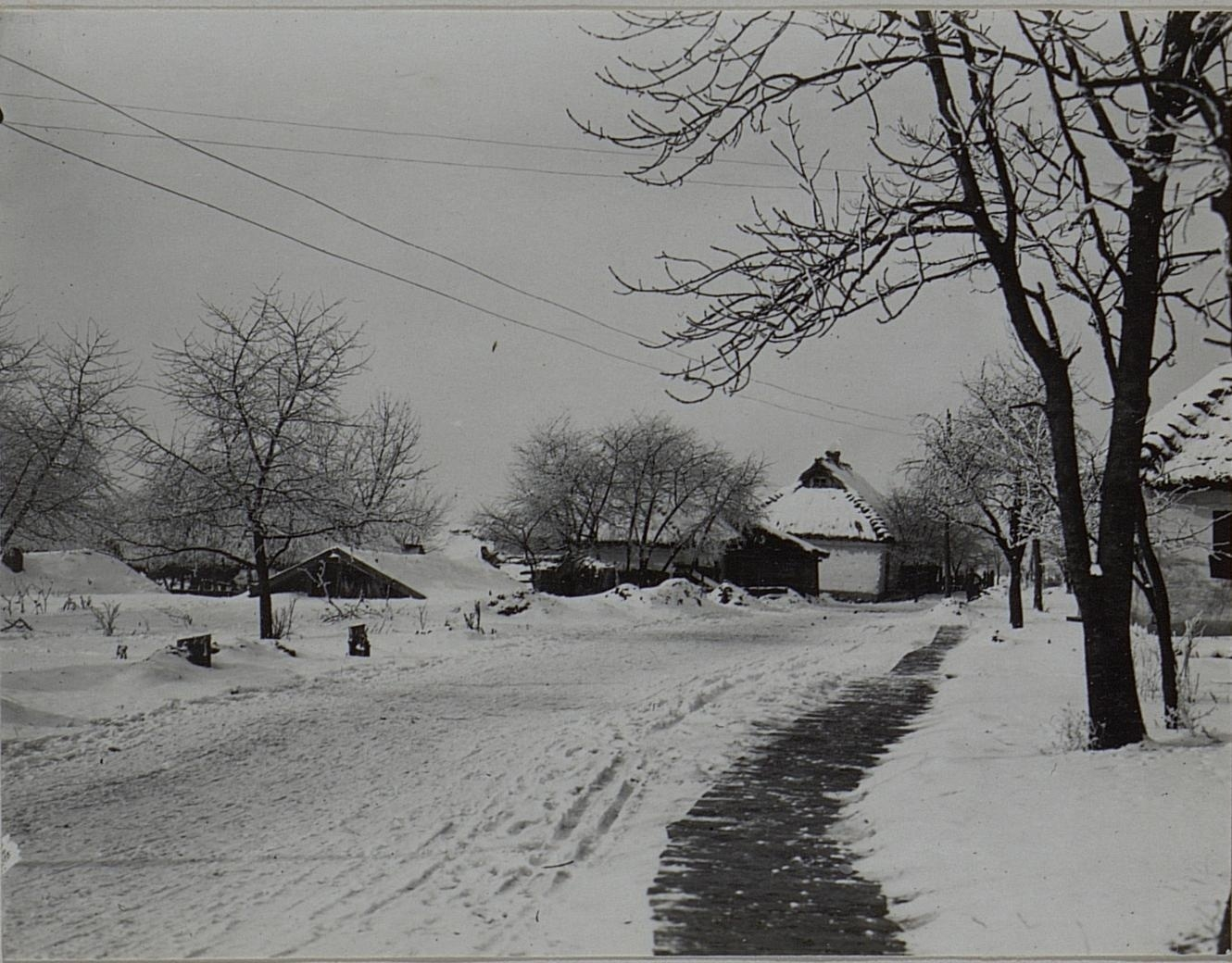
Strassenbild in Pawlowieczy (BildID 15456997)
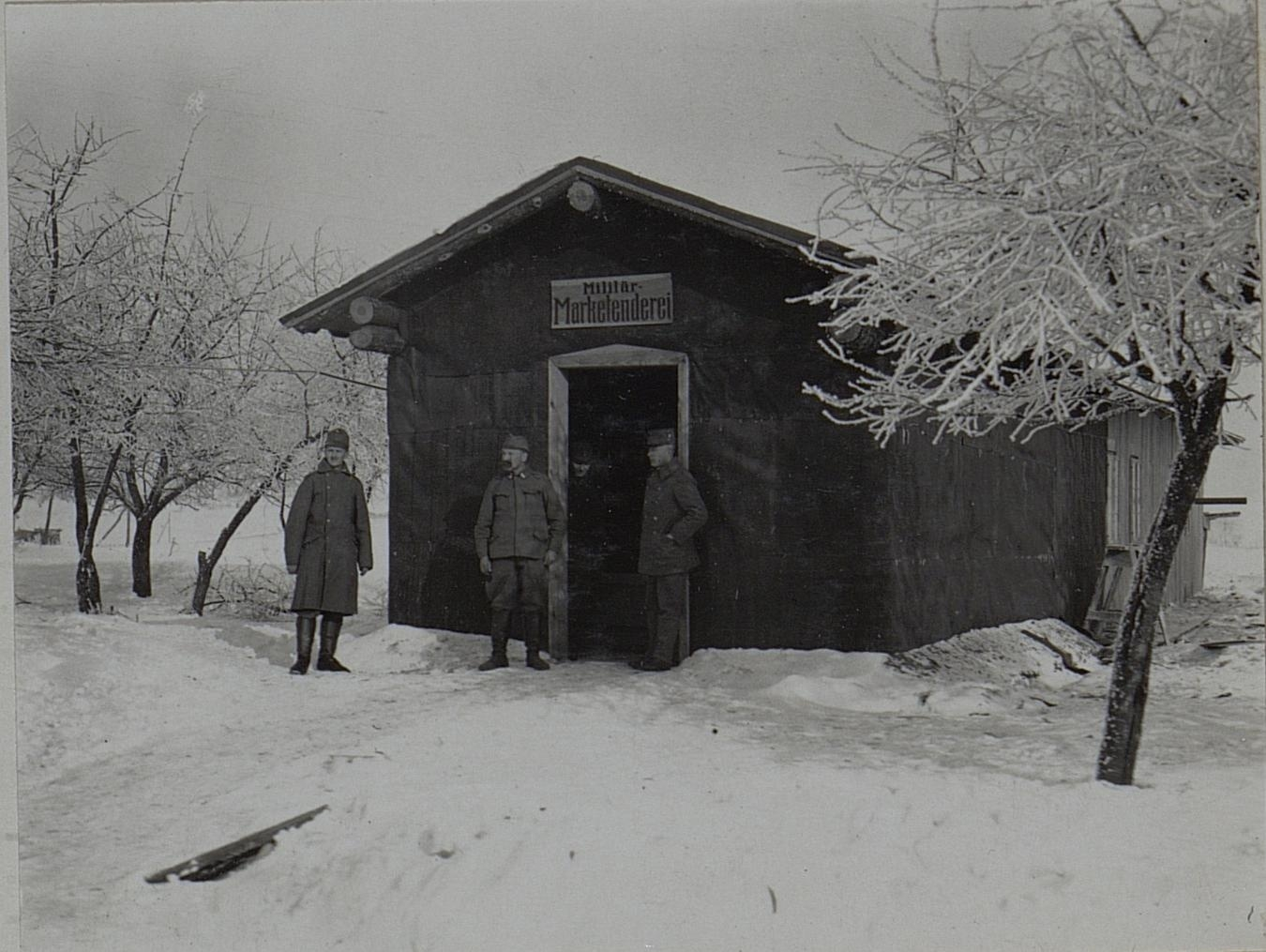
Militär Marketenderei Pawlowieczy (BildID 15457004)
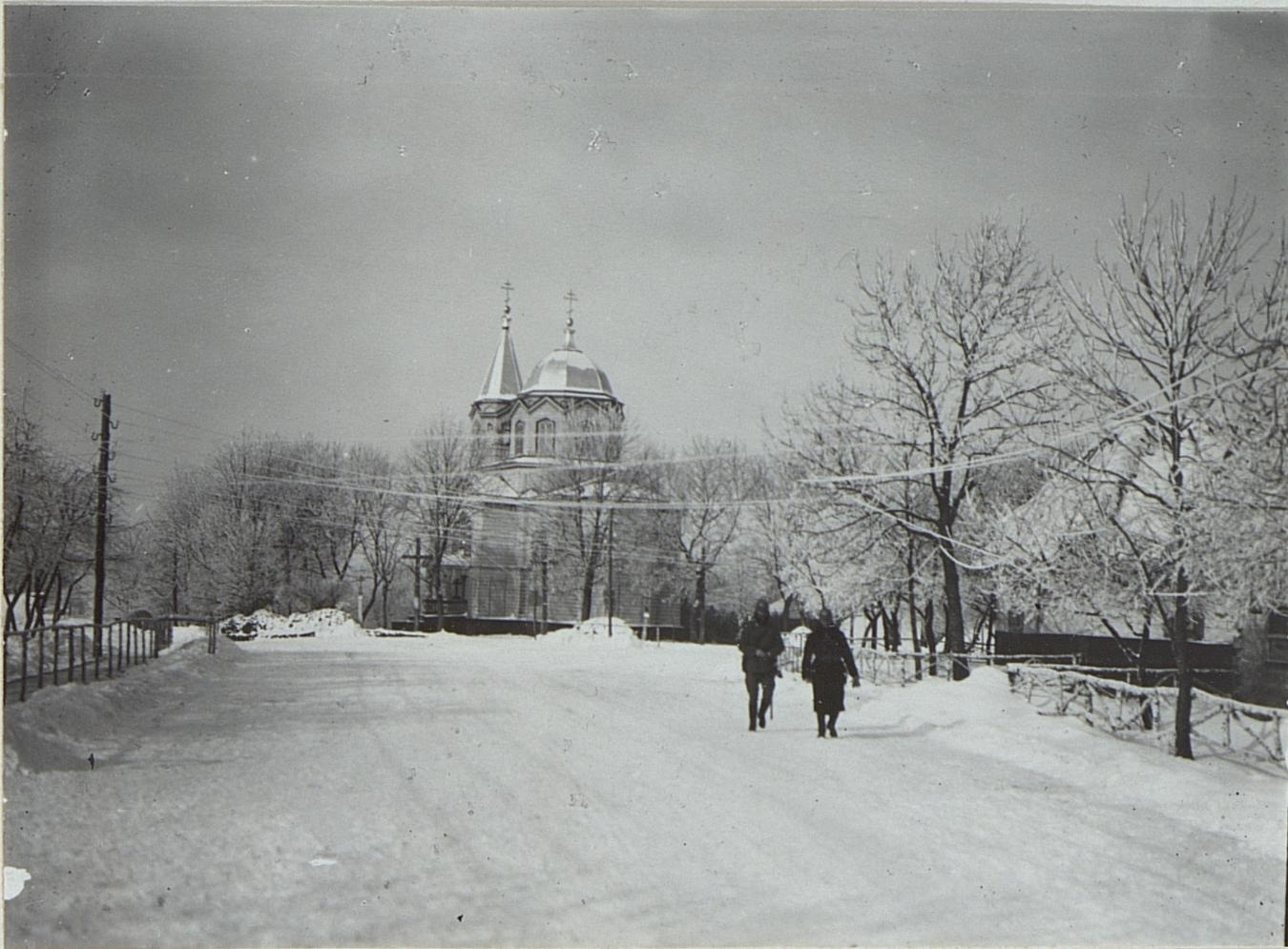
Kirche in Pawlowieczy (BildID 15456976)
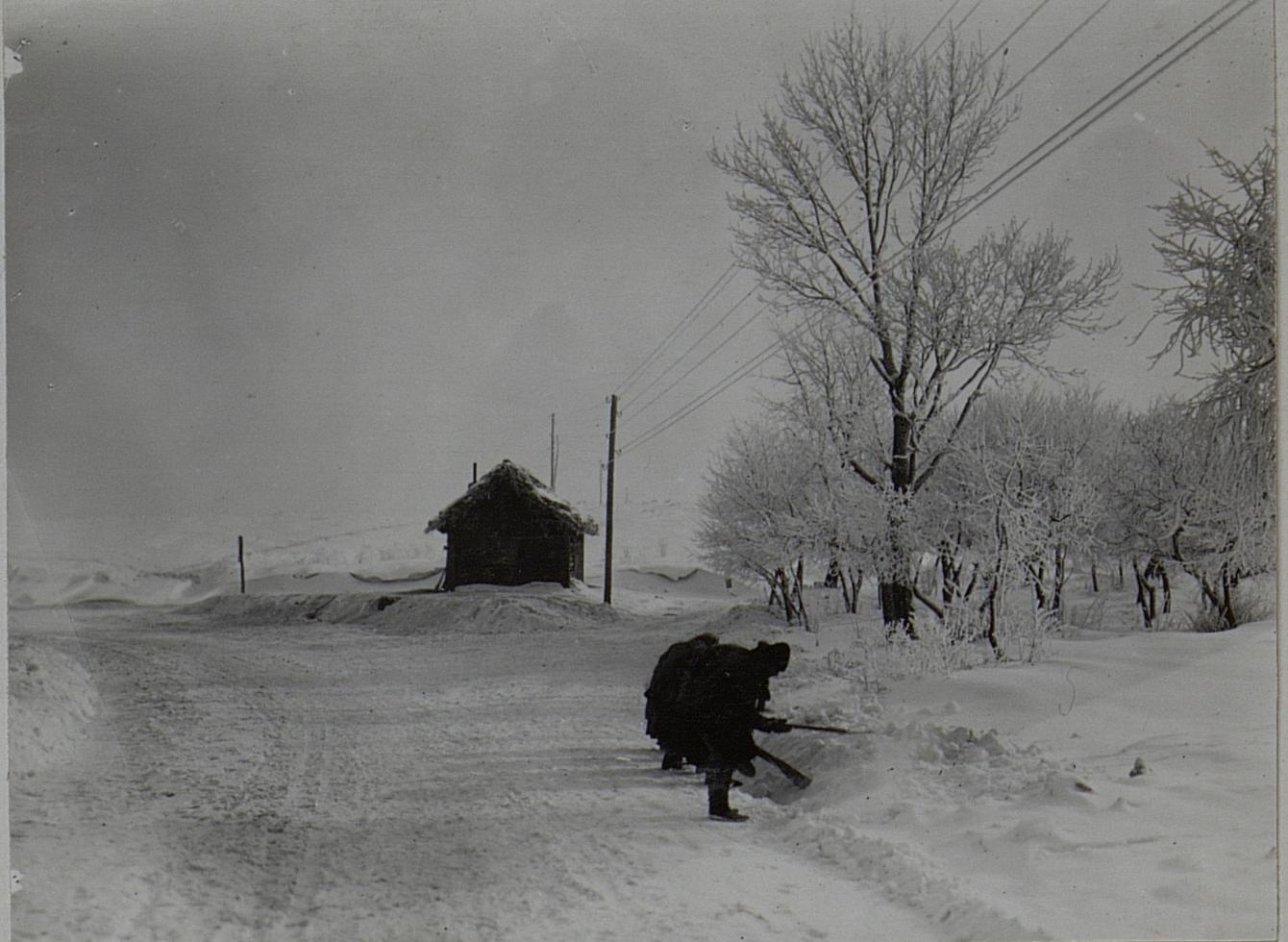
Dorfende in Pawlowieczy (BildID 15456990)
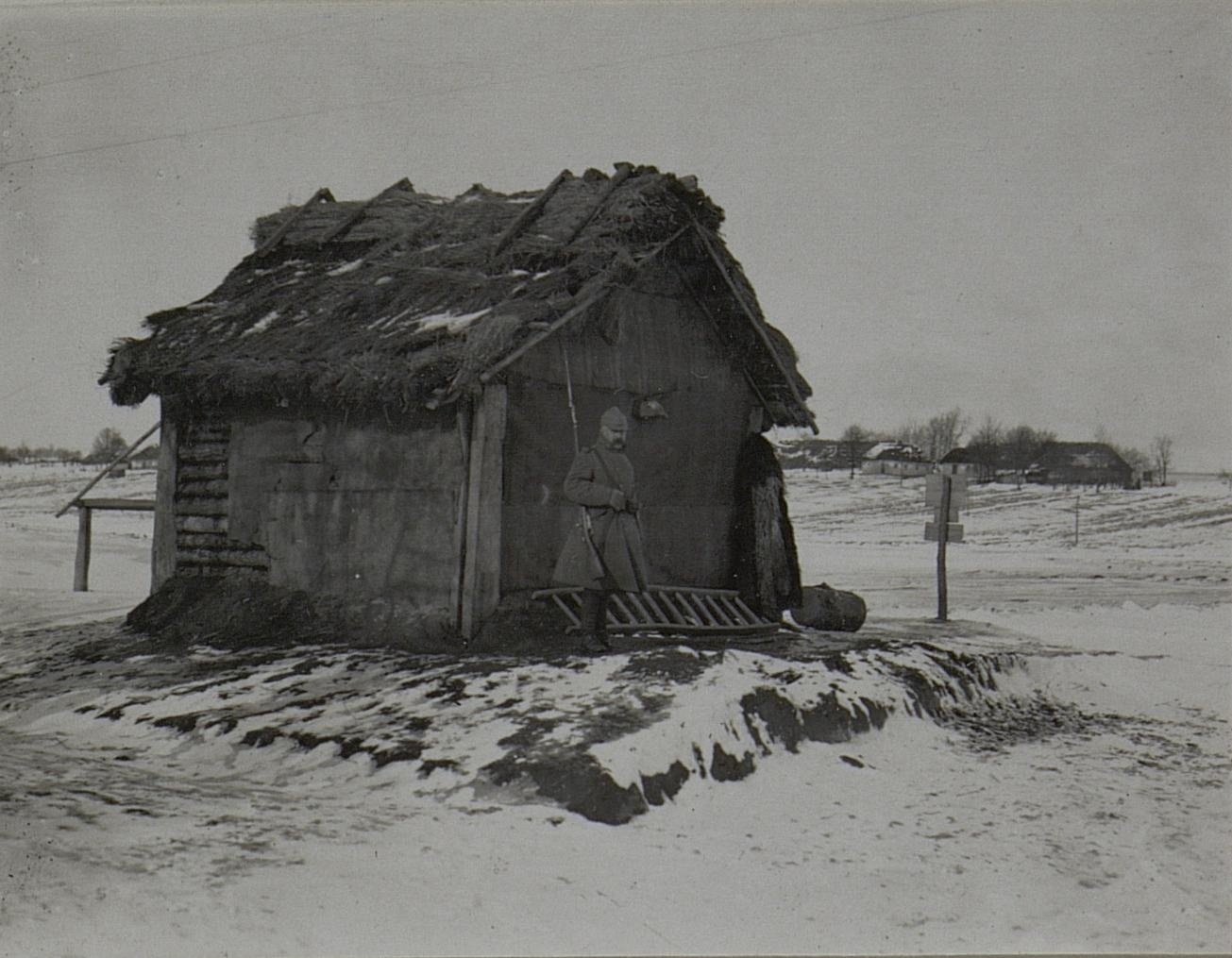
Wachhaus am Dorfende in Pawlowieczy (BildID 15457046)
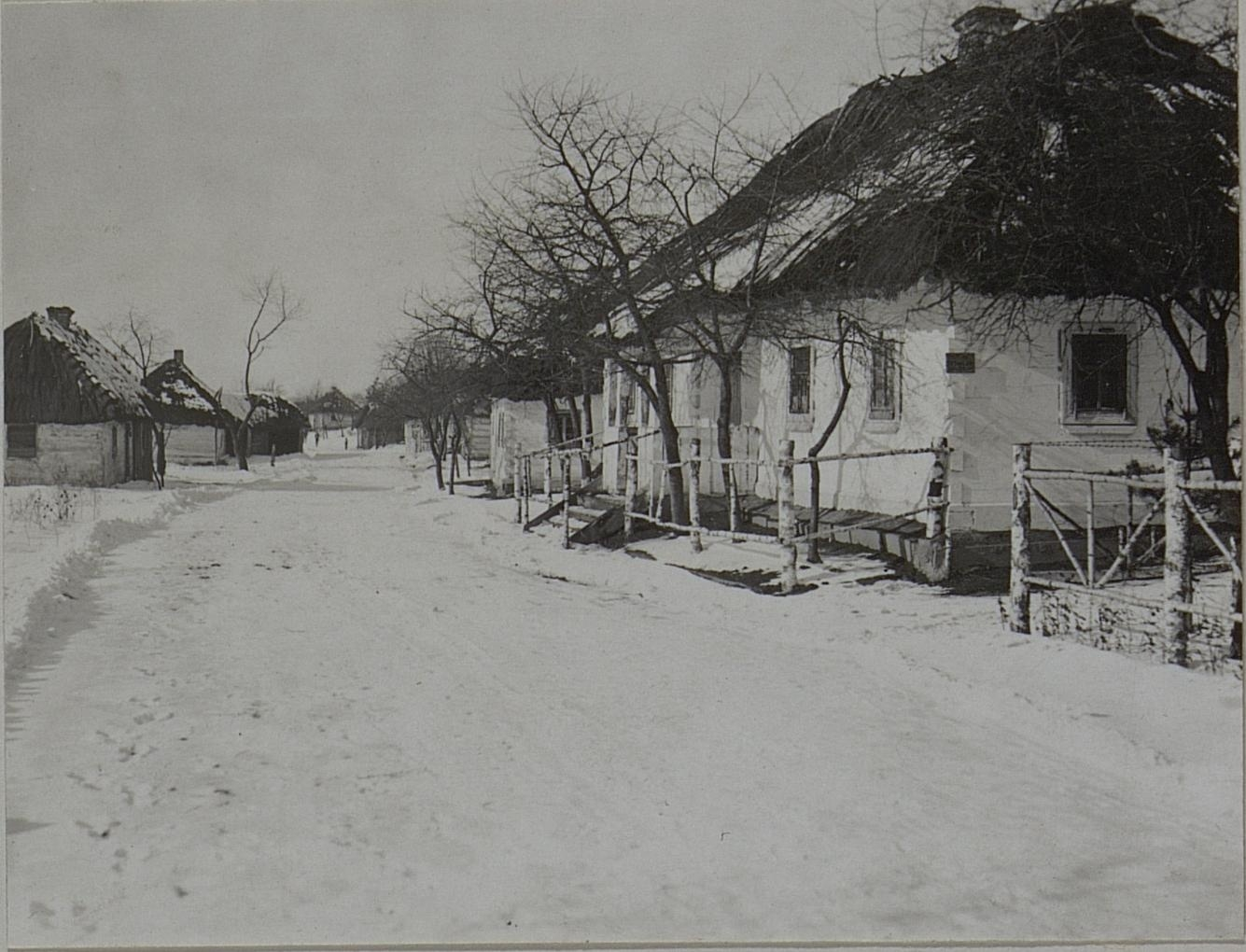
Strasse im Nordteil von Pawlowieczy (BildID 15457053)
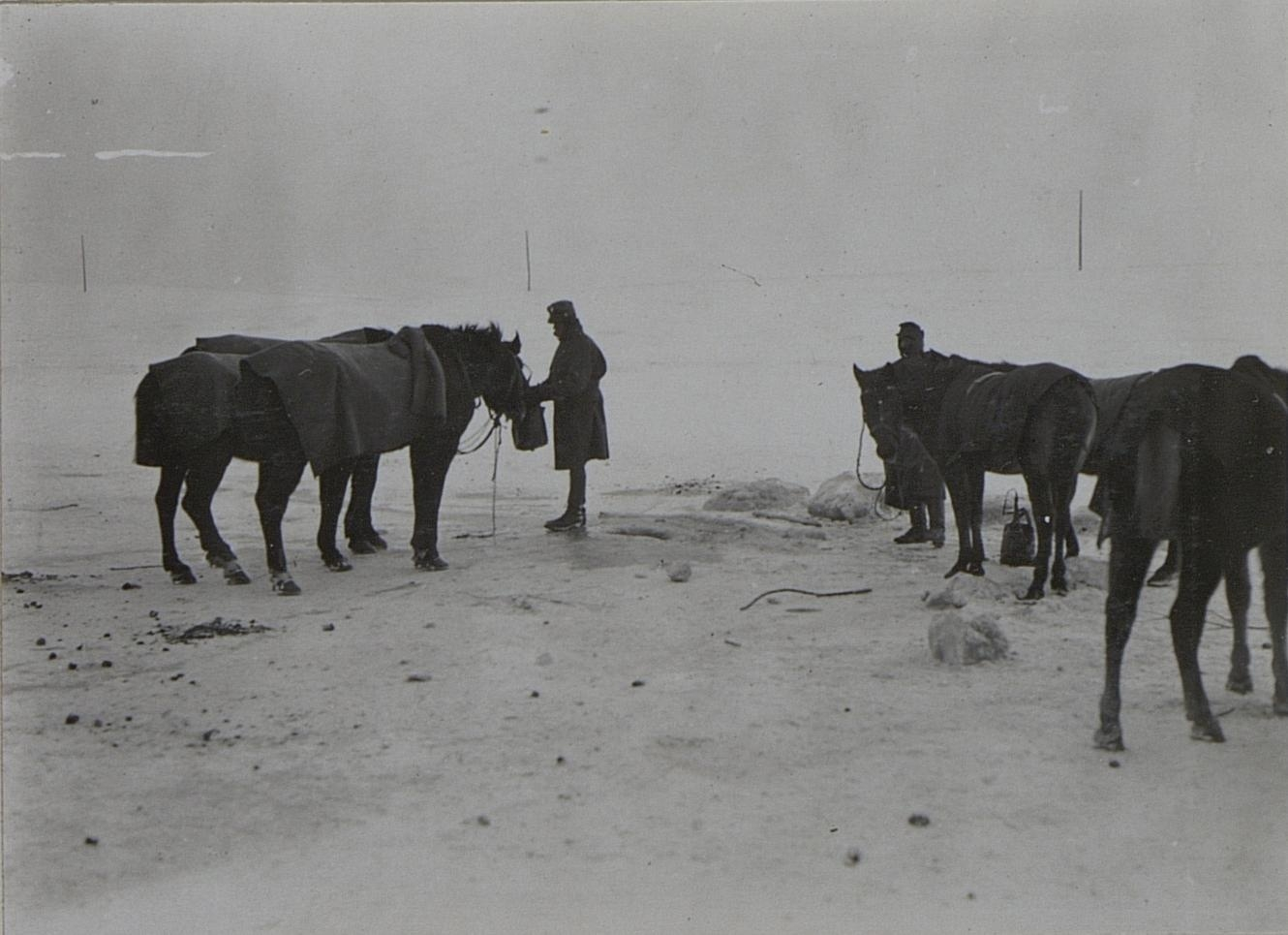
Pferdetränke am gefrorenen Teich in Pawlowieczy (BildID 15457039)
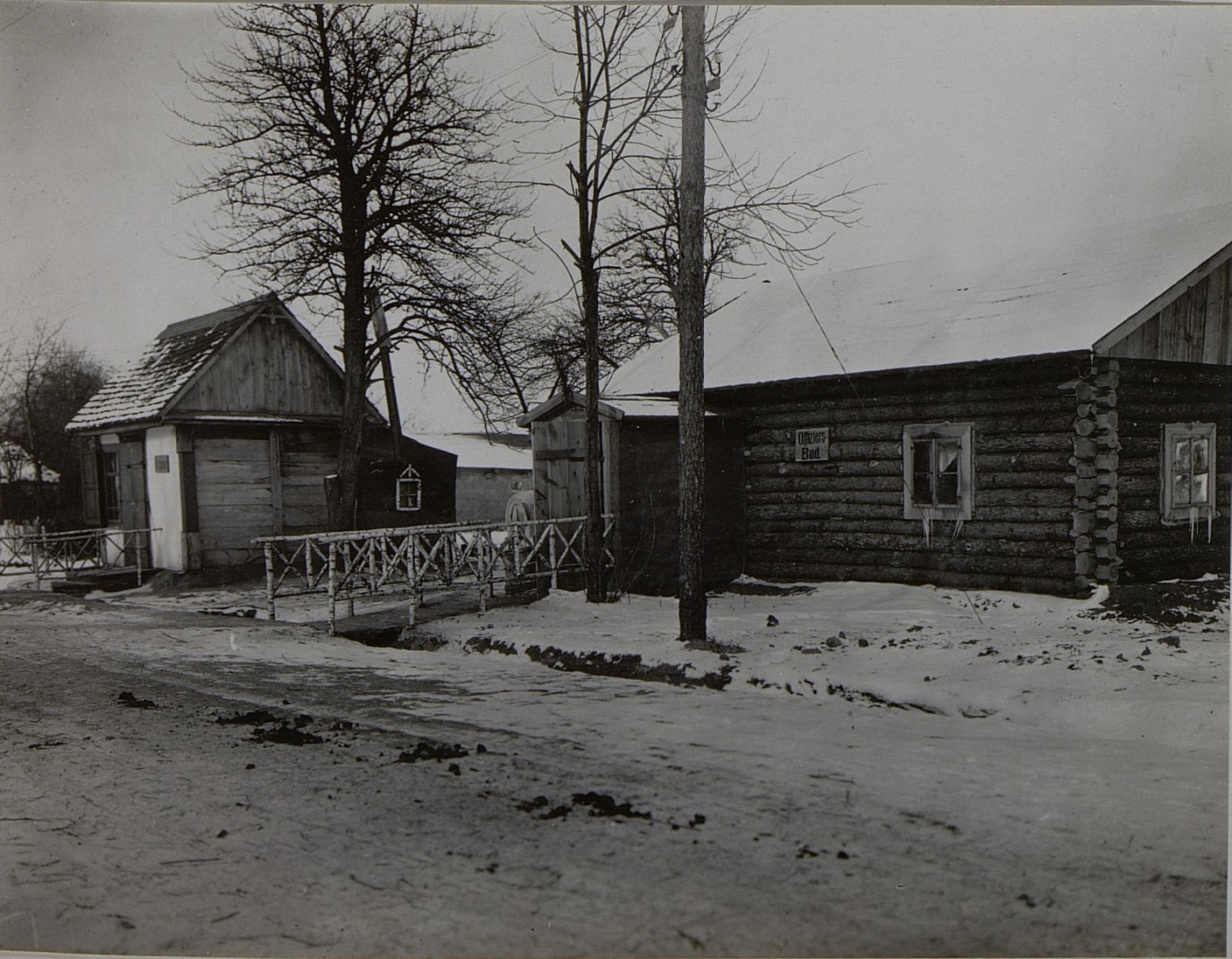
Offiziersbad des 10 Korps-Kommandos in Pawlowieczy (BildID 15456885)
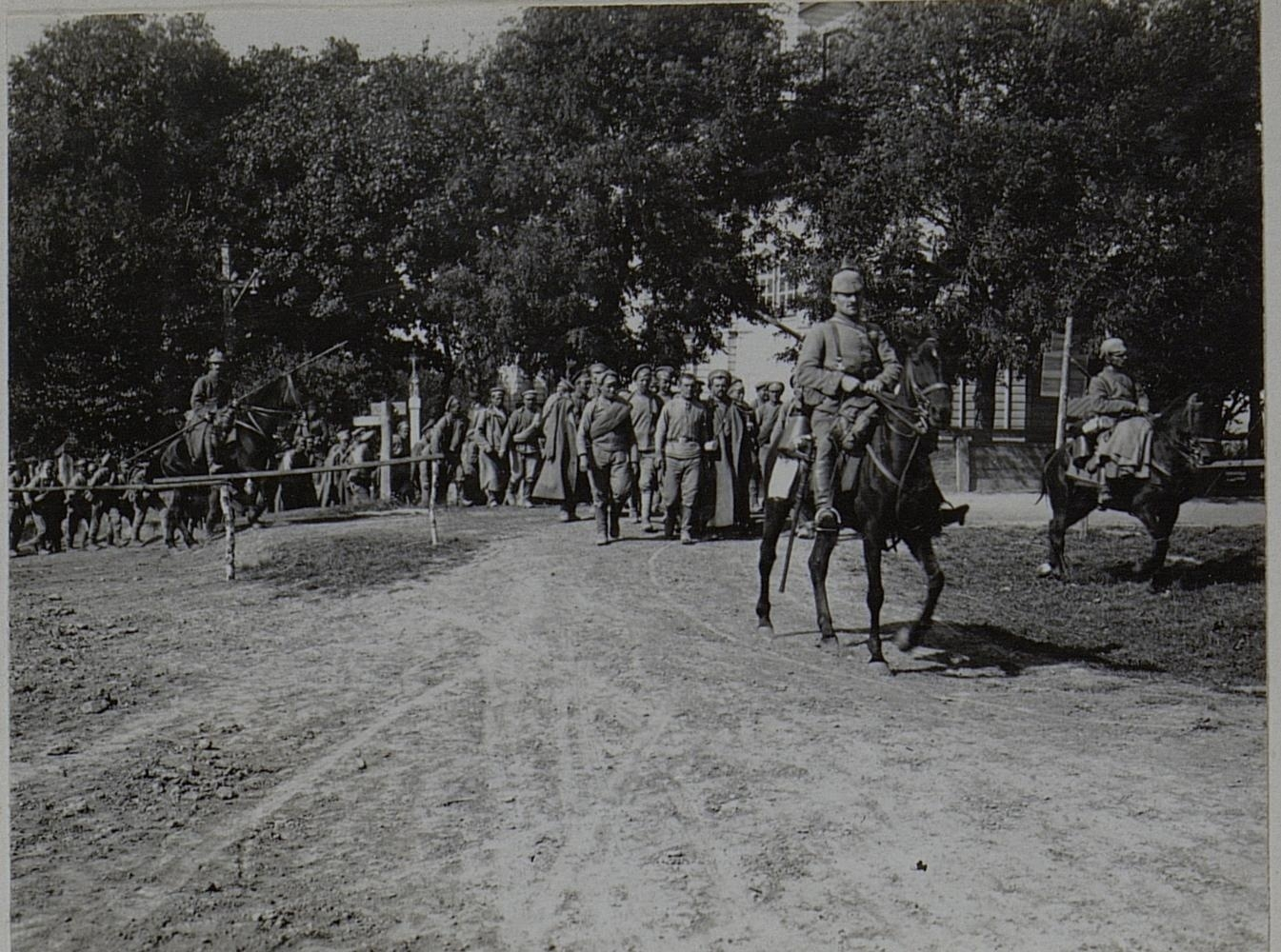
Gefangene werden eingebracht Pawlowieczy (BildID 15456584)
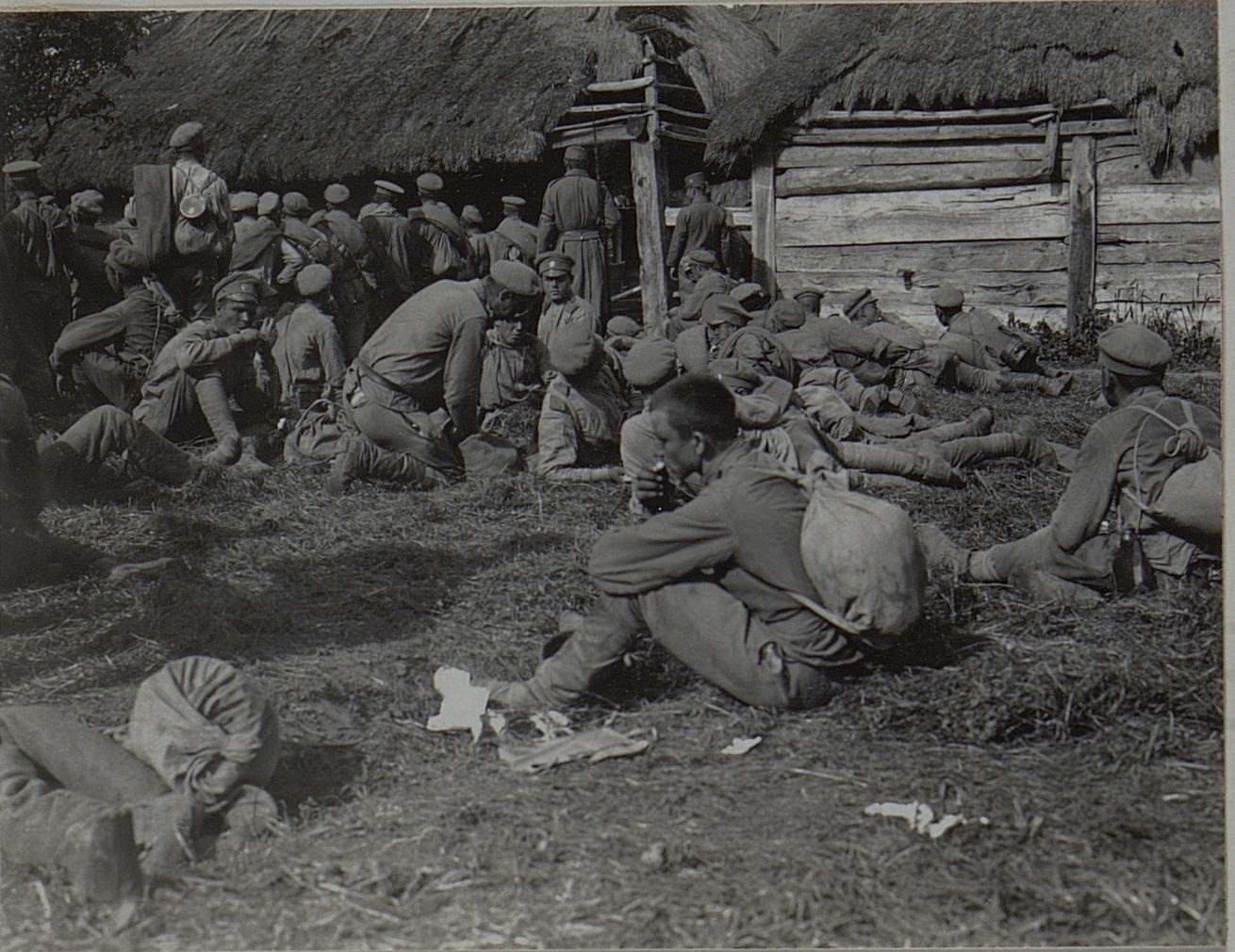
Vor dem Verhör Pawlowieczy (BildID 15456591)
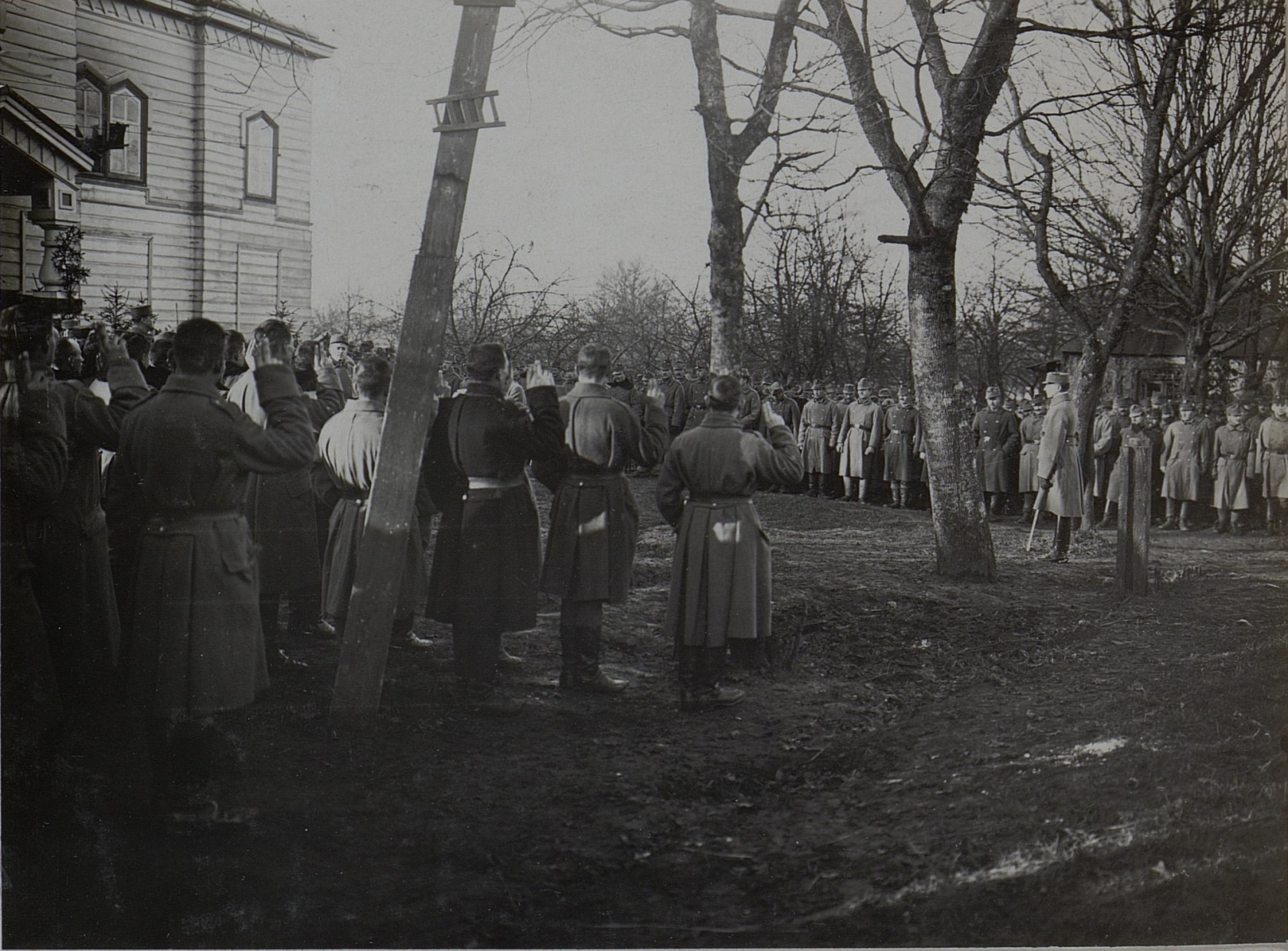
Eidesleistung beim 10.Korps-Kommando in Pawlowieczy (BildID 15456738)
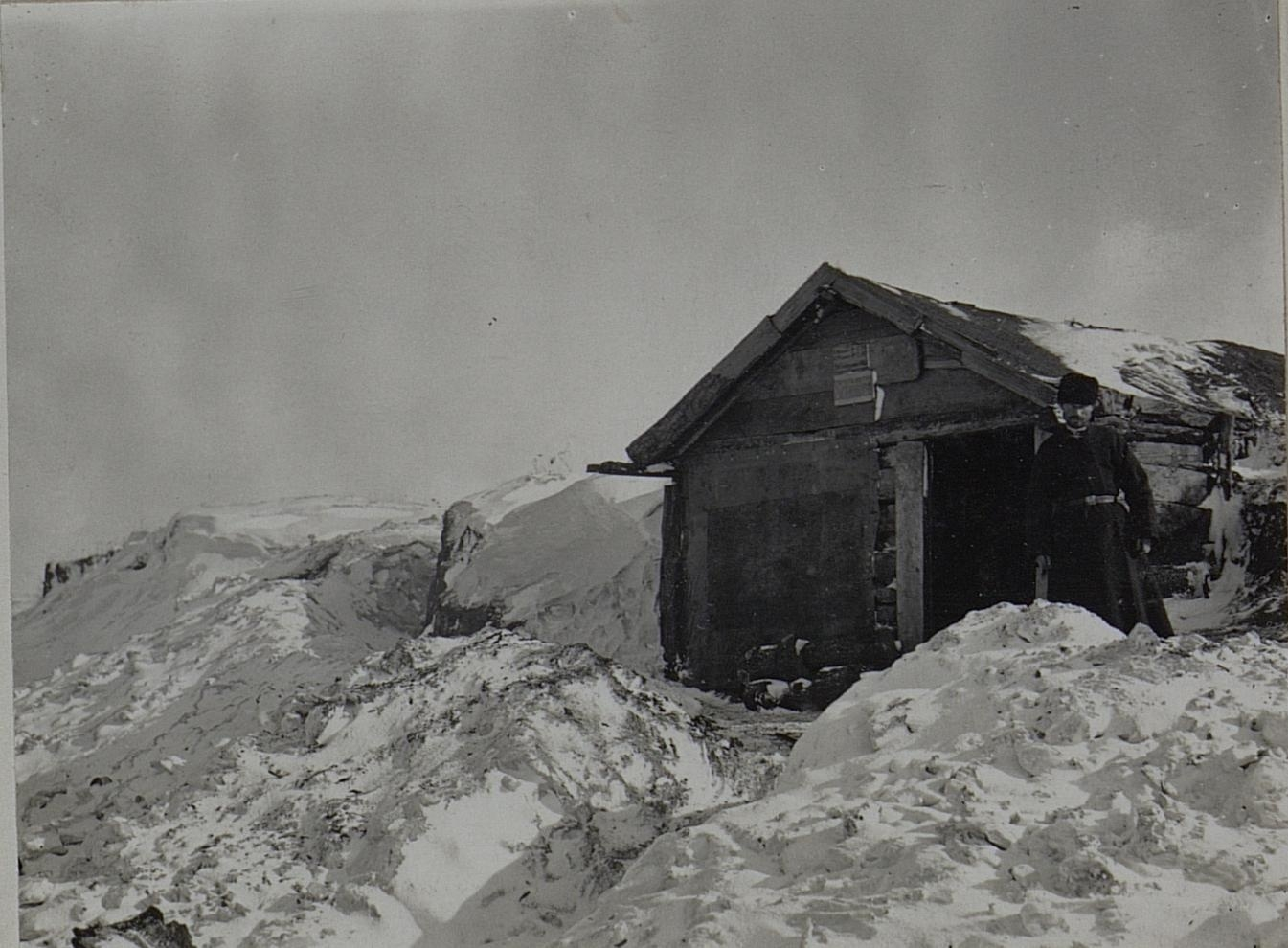
Ruthenischer Bauer von seiner selbsterbauten Hütte in Pawlowieczy (BildID 15457060)